# Xã Worthington, Quận Nobles, Minnesota
Xã Worthington (tiếng Anh: Worthington Township) là một xã thuộc quận Nobles, tiểu bang Minnesota, Hoa Kỳ. Năm 2010, dân số của xã này là 328 người.